# Cuadrante (ecología)

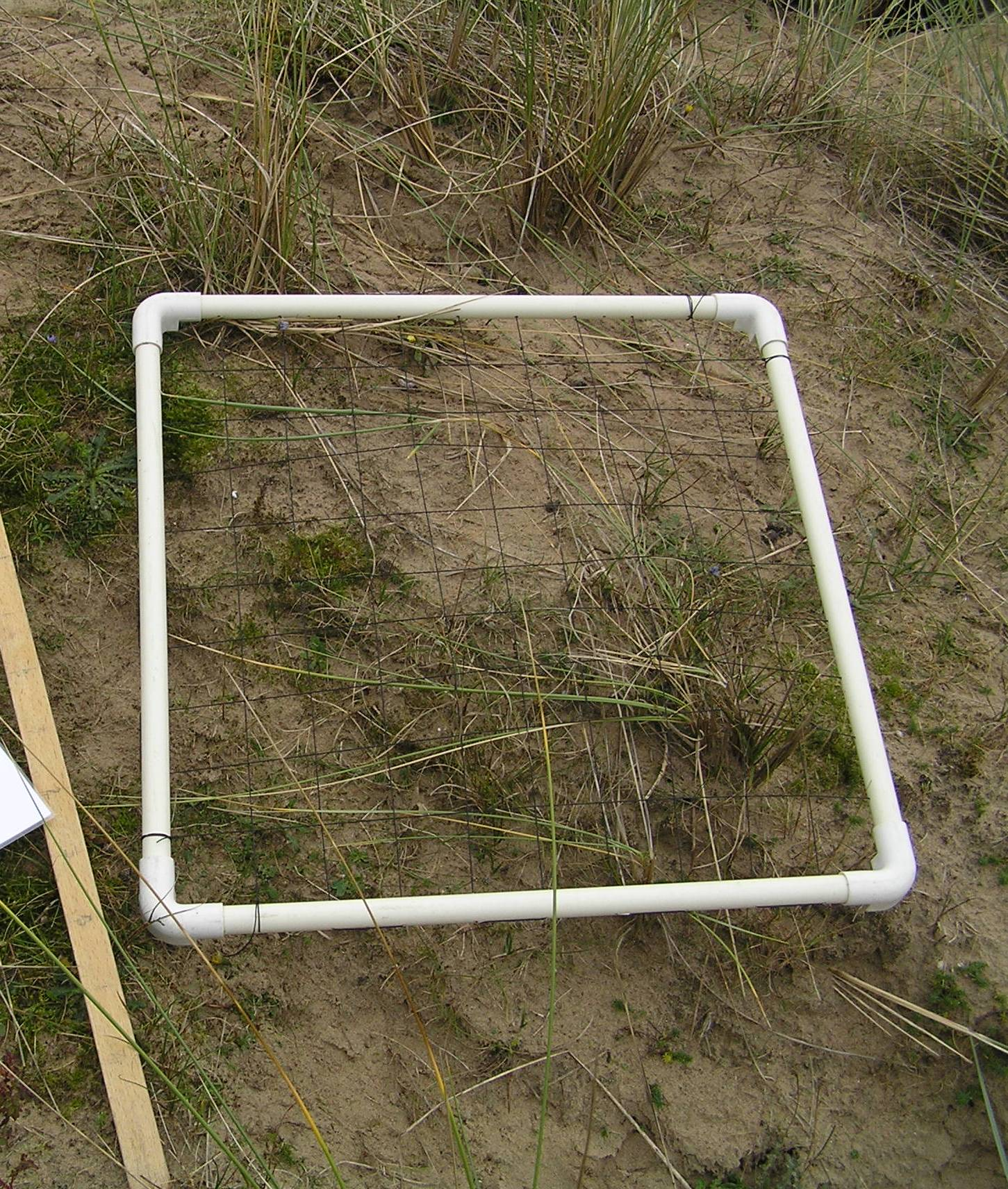
Un cuadrante utilizado para medir el porcentaje de cobertura de ciertas especies.

Un cuadrante es un marco, tradicionalmente cuadrado, utilizado en ecología y geografía para aislar una unidad de área estándar para el estudio de la distribución de un elemento en un área grande. Los cuadrantes modernos pueden ser, por ejemplo, rectangulares, circulares o irregulares. El cuadrante es adecuado para tomar muestras de plantas, animales de movimiento lento y algunos organismos acuáticos. 
Un foto-cuadrante es un registro fotográfico del área enmarcada por un cuadrante. Puede usar un marco físico para indicar el área, o puede depender de la distancia fija de la cámara y del campo de visión de la lente para cubrir automáticamente el área especificada del sustrato. Los punteros láser paralelos montados en la cámara también se pueden usar como indicadores de escala. La foto se toma perpendicular a la superficie, o lo más cerca posible de perpendicular para superficies irregulares. 

## Historia
El uso sistemático de cuadrantes fue desarrollado por los pioneros ecologistas de plantas R. Pound y F. E. Clements entre 1898 y 1900. El método se aplicó rápidamente para muchos propósitos en ecología, como el estudio de la sucesión vegetal. Botánicos y ecologistas como Arthur Tansley pronto adoptaron y modificaron el método.
El ecologista J. E. Weaver aplicó el uso de cuadrantes a la enseñanza de la ecología en 1918.

## Método
Cuando un ecólogo quiere saber cuántos organismos hay en un hábitat en particular, no sería factible contarlos a todos. En cambio, se verían obligados a contar una parte representativa más pequeña de la población, llamada muestra. El muestreo de plantas o animales que se mueven lentamente (como los caracoles) se puede hacer usando un cuadrado de muestreo llamado cuadrante. Un tamaño adecuado de un cuadrante depende del tamaño de los organismos que se muestrean. Por ejemplo, para contar las plantas que crecen en el campo de una escuela, se podría usar un cuadrante con lados de 0.5 o 1 metro de longitud. La elección del tamaño del cuadrante depende en gran medida del tipo de encuesta que se realice. Por ejemplo, sería difícil obtener resultados significativos utilizando un cuadrante de 0.5 m² en un estudio de un dosel arbolado.
Es importante que el muestreo en un área se realice al azar, para evitar sesgos. Por ejemplo, si estaba tomando muestras de un campo escolar, pero por conveniencia solo colocaba cuadrantes al lado de una ruta, esto podría no proporcionar una muestra que fuera representativa de todo el campo. Sería una muestra no representativa o sesgada. Una forma de tomar muestras al azar es colocar los cuadrantes en las coordenadas de una cuadrícula numerada.
Los estudios a largo plazo pueden requerir que los mismos cuadrantes sean revisados meses o incluso años después del muestreo inicial. Los métodos para reubicar el área de estudio precisa varían ampliamente en precisión, e incluyen la medición de marcadores permanentes cercanos, el uso de teodolitos de estación total, GPS de grado de consumidor y GPS diferencial.